# Vergentni pokreti
Vergentni pokreti su istovremeni pokreti oba oka u suprotnim smjerovima (oba oka prema nosu, ili oba oka od nosa u stranu), čime se omogućava binokularni vid. Pri tome oči rotiraju oko vertikalne os, e da bi slika promatranog objekta pala na središta mrežnice oba oka. 
Kod gledanja bliskih objekata oči rotiraju jedno prema drugome, i ta se spregnuta kretnja oba oka naziva konvergencija. Kod gledanja udaljenih objekata oči rotiraju jedno od drugoga, to jest u stranu, i taj se pokret naziva divergencija. 
Pretjerana konvergencija naziva se “gledanje u križ” (npr. fokusiranje pogleda na vrh nosa). Kad se gleda u daljinu ili kad se “zagledamo u ništa”, oči niti konvergiraju niti divergiraju, to jest, vidne osovine su paralelne. 
Vergentni pokreti su usko povezani s akomodacijom oka. U normalnim okolnostima, promjena fokusa zbog gledanja objekta na različitoj udaljenosti automatski će izazvati vergenciju i akomodaciju (sinkinezija). 
Kretnje konvergencije su nekoliko puta sporije od kretnji divergencije, pa se vjeruje da vanjski očni mišići (koji izvode ove kretnje) imaju dvije vrste vlakana - jedna za konvergenciju, druga za divergenciju, i da svaka od tih vrsta ima vlastitu inervaciju.

## Poremećaji vergencije
- Bazična egzoforija
- Insuficijencija konvergencije
- Eksces divergencije
- Bazična ezoforija
- Eksces konvergencije
- Insuficijencija divergencije
- Disfunkcija fuzijske vergencije
- Vertikalne forije